# Ирма (Вологодская область)
Ирма — село в Шекснинском районе Вологодской области. Пассажирская пристань на реке Шексна. Прежнее название — Борисоглебск.
Входит в состав сельского поселения Ершовского, с точки зрения административно-территориального деления — в Ершовский сельсовет.
Расстояние по автодороге до районного центра Шексны — 31,1 км, до центра муниципального образования Ершово — 6,1 км. Ближайшие населённые пункты — Воркопь, Погорелка, Всходы.

## История
В 1966 г. указом президиума ВС РСФСР поселок Шигоевской МТС переименован в Ирма.

## Население
| 2010 |
| ---- |
| 12   |

## Известные люди
- Чечулин Николай Дмитриевич (1863—1927) — историк, академик РАН.

## Достопримечательности
- Памятник академику Чечулину Н. Д.
- Церковь Бориса и Глеба (1910)
- Фотографии села и достопримечательности Ирмы